# Ruelle-sur-Touvre
Ruelle-sur-Touvre là một xã thuộc tỉnh Charente trong vùng Nouvelle-Aquitaine tây nam nước Pháp. Xã này có độ cao từ 32-170 mét trên mực nước biển.
Thị trấn kết nghĩa với Amstetten, Niedersachsen từ năm 1972.